# Stoughtons Creek
Stoughtons Creek är ett vattendrag i Kanada.   Det ligger i provinsen Ontario, i den sydöstra delen av landet, 80 km väster om huvudstaden Ottawa. Stoughtons Creek ligger vid sjön Calabogie Lake.
I omgivningarna runt Stoughtons Creek växer i huvudsak blandskog. Runt Stoughtons Creek är det mycket glesbefolkat, med 2 invånare per kvadratkilometer.